# Undead
Undead ist ein australischer Horror-Action-Film der Brüder Peter und Michael Spierig aus dem Jahr 2003. In den Hauptrollen sind Felicity Mason, Mungo McCay und Rob Jenkins. Der Splatterfilm, der zahlreiche Referenzen an Genre-Klassiker von Die Nacht der lebenden Toten über Der weisse Hai bis Unheimliche Begegnung der dritten Art enthält, erschien am 28. Juli 2003 in den deutschen Kinos und kam in einer „FSK-16“-Fassung auf den Markt.

## Handlung
Berkeley ist ein kleiner hinterwälderischer Ort in Australien, dessen Haupteinnahmequelle die Fischerei ist. Nach einem auf Berkeley niedergehenden Meteoritenhagel ereignet sich Schreckliches: Die Toten wandeln auf der Erde und greifen die Lebenden an, um sie ebenso in Zombies zu verwandeln. Fünf Reisende werden bei ihrer Fahrt von Zombies angegriffen und können sich dank des mutigen Fischers Marion auf seine Farm retten. Die Zombies drängen sich trotz heftiger Gegenwehr in das Haus und die Überlebenden in einen eigens für diese Möglichkeit angelegten Schutzkeller – Marion hatte schon eine Begegnung der unheimlichen Art.
Obwohl die sechs im Keller sicher sind, bauen sich bald Spannungen auf. Da ist zunächst der autoritäre und sexistische Sergeant Harrison, der mit der Situation völlig überfordert ist und daher auf unsinnige Befehle besteht. Die ihm untergebene Polizistin Molly kommt noch weniger mit der Situation klar und steht die meiste Zeit nur regungslos im Weg. Der feige Pilot Wayne trägt nur generell zum Chaos bei, doch seine hochschwangere Freundin Sallyanne lässt ihre Angst und ihren Frust an der pleitegegangenen Farmerin und „Fisch-Prinzessin“ Rene aus, da Sallyanne selbst gerne „Fisch-Prinzessin“ geworden wäre. Der störrische Marion besteht darauf, dass dieses der Weltuntergang sei, da die Aliens die Welt erobern wollten. Als Sallyanne Wehen bekommt, zwingt man Marion zum Aufbruch und schießt sich den Weg zum Wagen frei.
Der Weg aus der Stadt ins Krankenhaus ist allerdings von einer gewaltigen schwarzen Wand blockiert. Harrison beschließt hinüberzuklettern. Während die Gruppe noch unschlüssig zuschaut, stellt Marion fest, dass es regnen wird – der Regen ist nicht nur schmerzhaft, sondern lenkt auch ein unheimliches Licht auf die Nassen, die dann in den Himmel gezogen werden. Außerdem scheinen einige der Gruppe krank zu sein – ein Virus breitet sich aus. Rene will die anderen in den Wagen bringen, doch Molly scheint sich unvermittelt in einen Zombie verwandelt zu haben. Da beginnt der Regen und Harrison stürzt ab. Marion versucht Molly in den Wagen zu holen, doch sie ist schon zu nass – das Licht holt sie in den Himmel. Die verbliebenen Vier beschließen, mit dem Flugzeug über die Mauer zu fliegen.
Zuvor besorgt man sich in der Stadt Vorräte. Nach einem weiteren Scharmützel mit Zombies treten seltsame, leuchtende Wesen an die Gruppe heran und lassen Marion in den Himmel ziehen. Der Rest entkommt zum Flugplatz. Dort muss man sich wieder mit Zombies auseinandersetzen. Während Rene und Sallyanne mit dem Wagen flüchten, versucht Wayne mit dem Flugzeug davonzufliegen. Sallyanne ist mittlerweile so nass, dass der Lichtstrahl sie erfasst und versucht in den Himmel zu ziehen, doch da sie im Wagen ist, gelingt dieses nicht. Allerdings kommt der Wagen von der Fahrbahn ab. Sallyanne wird dann aus dem Wrack gezogen. Darauf treten die leuchtenden Wesen auf Rene zu und offenbaren sich als Aliens, die den Regen und den Lichtstrahl nutzen, um den entstandenen Schaden zu beheben. Rene lässt sich ebenfalls in den Himmel ziehen. Die Aliens brechen auf, da sie annehmen, alle Zombies und Erkrankten zur Heilung in den Himmel gezogen zu haben. Unterdessen durchbricht Wayne mit dem Flugzeug die Wolkendecke und rast in eine Gruppe dort schwebender Menschen – Molly durchschlägt dabei die Frontscheibe. Jenseits der Mauer stürzt das Flugzeug ab.
Die Menschen sinken geheilt und verwirrt auf die Erde nieder und die Aliens fliegen davon. In Berkeley ist die Lage chaotisch aber anscheinend gesichert. Rene unterhält sich mit Sallyanne und Marion im Krankenhaus. Während Rene an die Rettung durch die Aliens glaubt, meint Marion, dass diese einen Feldtest inszenierten; er will sich für das nächste Mal besser vorbereiten. Inzwischen hat sich der hochgradig kranke Wayne ins Krankenhaus geschlichen. Er stirbt, steht als Zombie wieder auf und beißt Marion in den Hals.

Einige Zeit ist vergangen. Rene hat das Kommando übernommen. Auf ihrer Farm sind die letzten Überlebenden. Vor der Farm ist ein Gehege mit zahllosen Zombies. Rene glaubt fest an die Rettung durch die Aliens.

## Kritiken
Der Film erhielt überwiegend negative Kritiken: Auf Rotten Tomatoes wurden nur 32 % der gezählten Kritiken als positiv ausgewertet. Zusammenfassend heißt es dort: "Diese Low-Budget-Homage an das Zombie-Genre borgt seine Ideen von stärkeren Vorgängern und weidet sich an seiner eigenen Campiness - weder originell noch interessant genug um zu unterhalten." („This low-budget homage to the zombie genre borrows heavily from superior predecessors and revels in a pile of its own campiness -- neither original nor watchable enough to entertain. Read critic reviews“)

„Der unterproduzierte Horrorfilm reiht die üblichen Splatter-Effekte aneinander und verliert die abstruse Geschichte dabei rasch aus den Augen.“